# Тресс, Карл Михайлович
Карл Михайлович Тресс (латыш. Kārlis Tress; 1849 — 1884 или 1886) — российский филолог латышского происхождения.

## Биография
Родился 3 (15) июня 1849 года. Окончил Рижскую губернскую гимназию. С сентября 1869 года учился на историко-филологическом факультете Дерптского, а с сентября 1870 года — Санкт-Петербургского университета. Окончил университет кандидатом в 1874 году.
До 1 августа 1876 года он состоял преподавателем древних языков в 6-й Санкт-Петербургской гимназии.
Защитил диссертацию: «Об условных предложениях у Теренция» (Варшава, 1880). Состоял экстраординарным профессором по кафедре римской словесности в Варшавском университете.
Известны его сочинения: О книге «Handbuch des Stils für die Schüler oberer Gymnasialklassen, von Gr. R. Benterwek» // ЖМНП. — 1881, Ч. CXCI. отд. III; , диссертация), Об употреблении паратаксиса в Теренциевых комедиях // ЖМНП. — 1881, Ч. CXCII и CXCIII, отд. V.